# John Mackie
John Leslie Mackie (25 de agosto de 1917 - 12 de dezembro de 1981) foi um filósofo australiano. 

## Carreira
Ele fez contribuições significativas para a filosofia da religião, metafísica e filosofia da linguagem, e talvez seja mais conhecido por seus pontos de vista sobre metaética, especialmente sua defesa do ceticismo moral, bem como sua defesa sofisticada do ateísmo. Ele escreveu seis livros. Seu mais conhecido, Ethics: Inventing Right and Wrong (1977), abre com ousadia afirmando: "Não há valores objetivos". Continua argumentando que, por causa disso, a ética deve ser inventado em vez de descoberto. Seu postumamente publicado The Miracle of Theism: Arguments For and Against the Existence of God (1982) tem sido chamado de tour de force na filosofia analítica contemporânea. O filósofo ateu Kai Nielsen descreveu-o como "uma das mais, provavelmente a mais distinta articulação de um ponto de vista ateísta dado no século XX". Em 1980, a revista Time o descreveu como "talvez o mais capaz dos filósofos ateus de hoje".

## Publicações

### Livros
- Truth, Probability, and Paradox (1973), Oxford University Press, ISBN 0-19-824402-9.
- The Cement of the Universe: A Study of Causation (1980 [1974]), Oxford University Press, ISBN 0-19-824642-0.
- Problems from Locke (1976), Oxford University Press, ISBN 0-19-824555-6.
- Ethics: Inventing Right and Wrong (1977), Viking Press, ISBN 0-14-013558-8. (1978 de 1978disponível na Open Library)
- Hume's Moral Theory (1980), Routledge Keegan & Paul, ISBN 0-7100-0525-3.
- The Miracle of Theism: Arguments for and against the Existence of God (1982), Oxford University Press, ISBN 0-19-824682-X.

### Antologias
- Logic and Knowledge: Selected Papers, Volume I (1985), Oxford University Press, ISBN 0-19-824679-X.
- Persons and Values: Selected Papers, Volume II (1985), Oxford University Press, ISBN 0-19-824678-1.

Para uma lista mais completa de obras, veja "As publicações de JL Mackie" compiladas por Joan Mackie.